# Sam de Beer
Pour les articles homonymes, voir de Beer.
Samuel Johannes de Beer, né en 1944 à Johannesburg, est un homme politique sud-africain, membre successivement du Parti national (jusqu'en 1998), du mouvement démocratique uni (1998-2001) puis du congrès national africain (depuis 2001). Député national (1974-1998) puis provincial (1999-2004), Sam de Beer fut notamment ministre du Logement (1989-1991), de l'Éducation et de la Formation (1991-1993) dans le gouvernement de Klerk

## Biographie
Diplômé d'un baccalauréat ès arts et d'un baccalauréat en divinité (théologie) de l'université de Pretoria, Sam de Beer est membre du Studentebond Afrikaanse, un syndicat étudiant afrikaner, et siège à son conseil national de 1965 à 1967.
Président du conseil d'administration de Culture de la ville de Springs de 1972 à 1974, il est membre ecclésiastique de l'Église réformée hollandaise d'abord à Magaliesburg avant de l'être à Springs de 1969 à 1974.
Membre du conseil de la zone péri-urbaine du Magaliesburg (1971), il est élu au parlement en 1974 pour la circonscription de Geduld.
De 1982 à 1984, il préside la section du Parti national pour la région du East Rand.
Vice-ministre de l'Éducation et de Développement économiques de 1984 à 1989 dans le gouvernement de Pieter Botha, il participe à diverses commissions parlementaires comme celles sur la loi concernant les mariages mixtes ou celle sur l'immoralité.
Dans le gouvernement de Klerk, Sam de Beer est ministre du Logement (1989-1991) puis ministre de l'Éducation et de la Formation (1991-1994), c'est-à-dire chargé du ministère de l'Instruction scolaire de la population noire.
Lors des premières élections générales multiraciales de 1994, il est élu sur la liste du parti national comme membre de l'Assemblée nationale d'Afrique du Sud (1994 à 1998). Il devient le chef du Parti national au Gauteng de 1997 à 1998.
En août 1998, il rejoint le Mouvement démocratique uni et est élu à l'assemblée du Gauteng.
En 2001, il adhère au Congrès national africain.